# Konjajev
Konjajev je priimek v Sloveniji, ki ga je po podatkih Statističnega urada Republike Slovenije na dan 1. januarja 2010 uporabljalo 6 oseb.

## Znani nosilci priimka
- Aleksander Konjajev (1909—1995), mikrobiolog in agronom (ruskega rodu), univ. profesor
- Andrej Konjajev (*194_?) računalničar, glasbenik
- Jernej Konjajev (*1982),
- Martin Konjajev (*1969),
- Zora Konjajev (1921—2020), zdravnica pediatrinja neonatologinja, častna meščanka Ljubljane